# Solţānkūh
Solţānkūh (persiska: سلطانکوه) är en ort i Iran.   Den ligger i provinsen Kermanshah, i den västra delen av landet, 400 km väster om huvudstaden Teheran. Solţānkūh ligger 1 317 meter över havet och antalet invånare är 293.
Terrängen runt Solţānkūh är varierad.Runt Solţānkūh är det ganska tätbefolkat, med 185 invånare per kvadratkilometer. Närmaste större samhälle är Kahrīz, 15,7 km sydost om Solţānkūh. Trakten runt Solţānkūh består till största delen av jordbruksmark.